# 胡暘
胡暘（1468年—？），字景和，直隸任丘縣（今河北省任丘市）人。明朝政治人物。

## 生平
弘治五年（1492年），胡暘中式壬子科順天鄉試第一百二十五名舉人，弘治六年（1493年）聯捷癸丑科毛澄榜會試第二百八十九名，三甲一百一十六名進士。授廬江縣知縣，擢監察御史，巡按四川，十五年（1505年）丁母憂。累官至山東按察使司僉事。

## 家族
曾祖胡智；祖父胡福；父胡欽（1447年-1488年），義官。母徐氏（1446年-1505年）。慈侍下。